# Kondoros vasútállomás
Kondoros vasútállomás egy Békés vármegyei állomás, amit a MÁV üzemeltetett. Jelenleg a vasúti forgalom szünetel.

## Vasútvonalak
Az állomást az alábbi vasútvonalak érintik:
- Kisszénás–Kondoros-vasútvonal

## Kapcsolódó állomások
Avasútállomához az alábbi állomások vannak a legközelebb:
- Kisszénás vasútállomás (Kisszénás–Kondoros-vasútvonal)

## Forgalom
A vasútállomáson és az azt érintő 126-os számú vasútvonalon a vasúti forgalom 2009. december 13-a óta szünetel.

## Megközelítése
Az állomás Kondoros nyugati részén helyezkedik el, közúti megközelítése csak önkormányzati utakon keresztül lehetséges.